# The Beths
The Beths sono un gruppo rock neozelandese formato nel 2014 ad Auckland. Dal 2018 hanno pubblicato tre long playing.

## Discografia
Album in studio
- 2018 – Future Me Hates Me
- 2020 – Jump Rope Gazers
- 2022 – Expert In A Dying Field

Album dal vivo
- 2021 – Auckland, New Zealand, 2020

EP
- 2016 – Warm Blood

## Formazione
Attuale
- Elizabeth Stokes – voce, chitarra ritmica (2014–presente)
- Jonathan Pearce – chitarra solista, cori (2014–presente)
- Benjamin Sinclair – basso, cori (2014–2018, 2018–presente)
- Tristan Deck – batteria, percussioni, cori (2019–presente; 2018–2019 come turnista)

Ex componenti
- Ivan Luketina-Johnston – batteria, percussioni, cori (2014–2018)

Turnisti
- Katie Everingham – batteria, cori (2018)
- Chris Pearce – basso, cori (2018)
- Adam Tobeck – batteria, percussioni, cori (2018)